# Buteo rufofuscus
Buteo rufofuscus là một loài chim trong họ Accipitridae.

## Hình ảnh

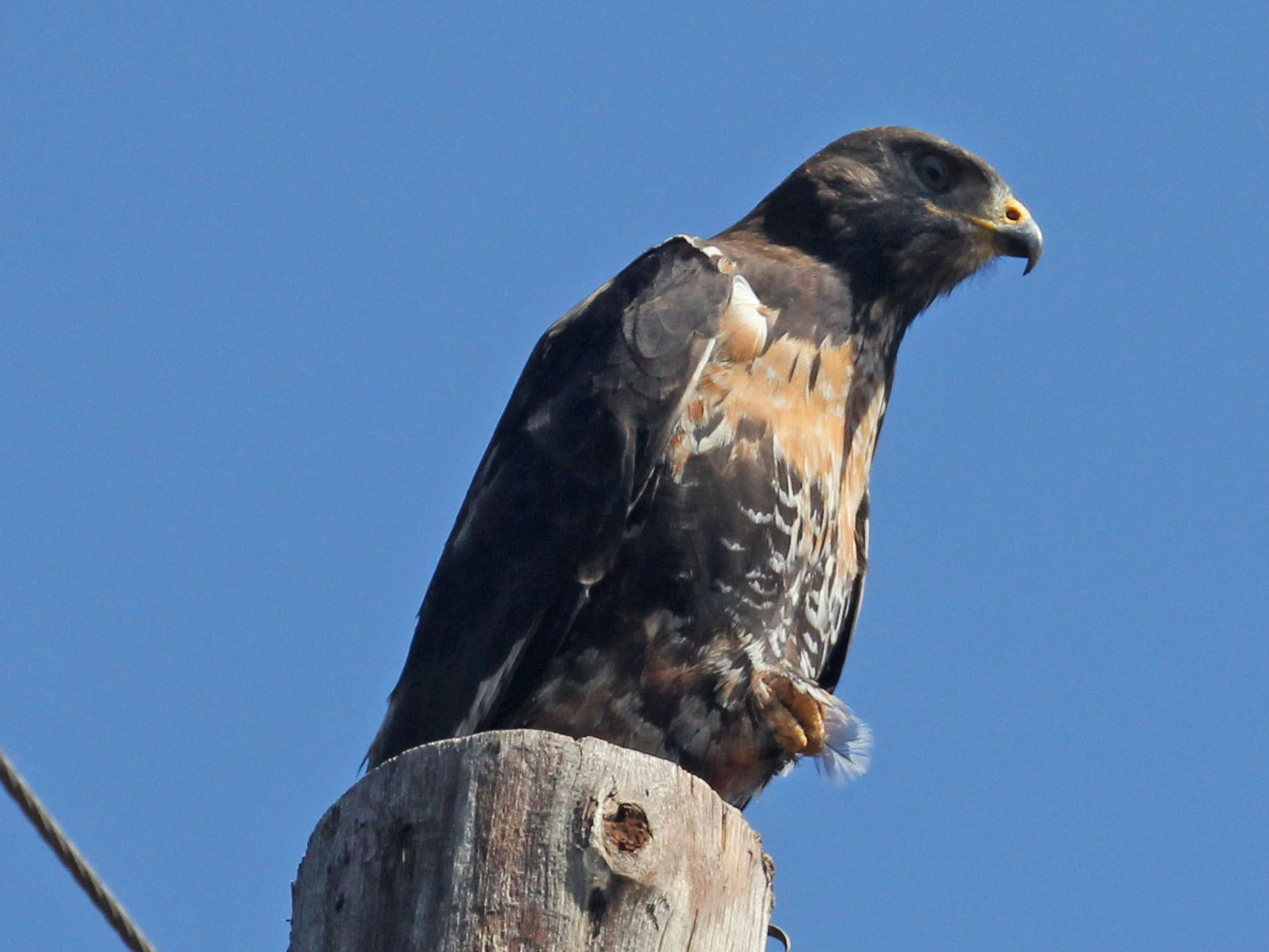
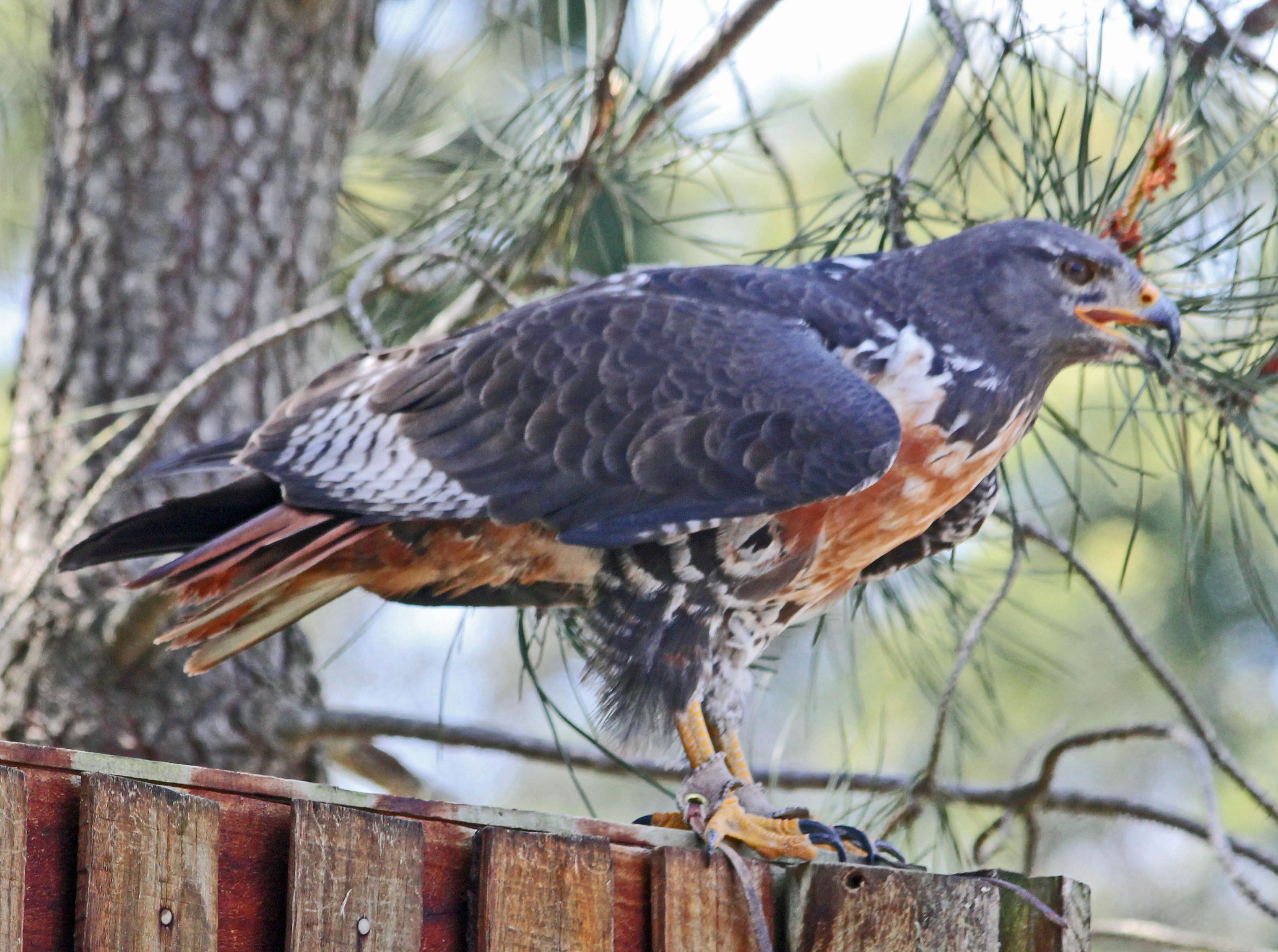
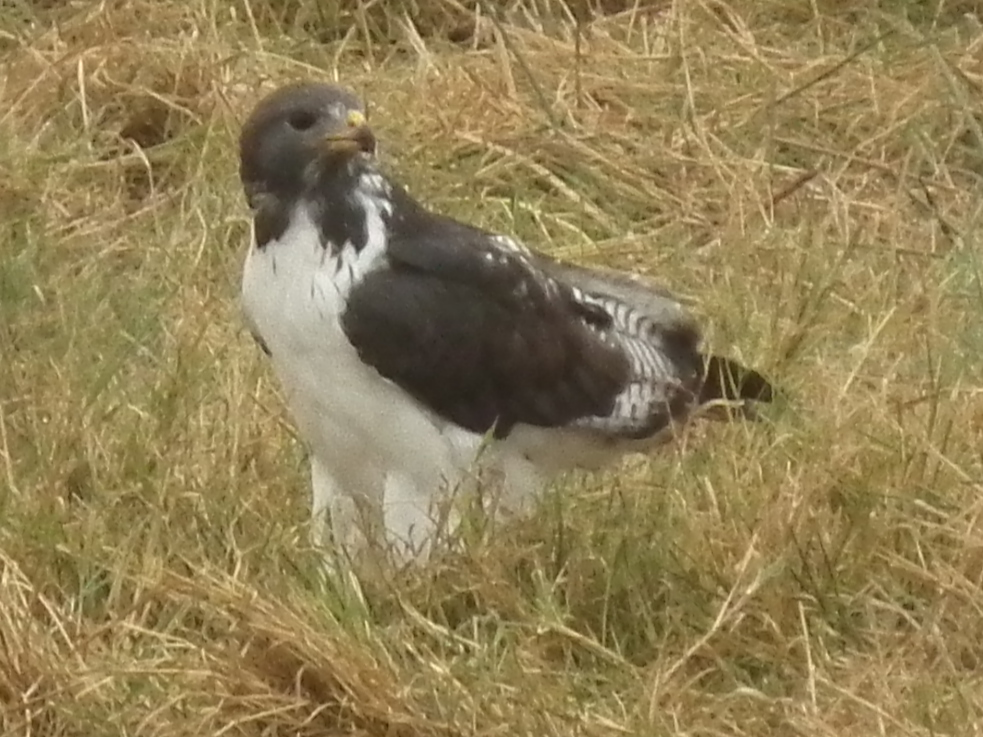